# Подручна фудбалска лига Сомбор
Подручна лига Сомбор је једна од 31 Окружне лиге у фудбалу на територији Републике Србије. Окружне лиге су пети ниво лигашких фудбалских такмичења у Србији. Лига се састоји од 16 клубова са територије Западнобачког округа и игра се по двокружном бод-систему. Првак иде директно у Бачку зону, а последња два тима испадају из лиге. У лигу улази првопласирана екипа из Међуопштинске лиге Сомбор-Апатин-Кула-Оџаци.

## Финалне утакмице Купа ГФС Сомбор
| Сезона   | Датум и место одигравања                     | Победник    | Резултат  | Финалиста |
| -------- | -------------------------------------------- | ----------- | --------- | --------- |
| 2016/17. | 05. октобар 2016. Градски стадион (Сомбор)   | ФК Станишић | 5:0 (3:0) | ФК Хајдук |
| 2017/18. | 10. октобар 2017. Градски стадион (Сомбор)   | ФК Станишић | 3:1 (2:1) | ФК Дунав  |
| 2018/19. | 03. октобар 2018. Стадион у Бачком Моноштору | ФК Дунав    | 5:1 (3:0) | ФК Спорт  |

## Награде ГФС Сомбор
| Година | Најбољи Сомборски фудбалер | Најбољи фудбалер | Најбољи голман  | Најбољи млади фудбалер | Најбољи тренер       | Најбоља екипа | Хит јесењи      |
| 2015.  | Милош Косановић            | Немања Ранчић    | Није додељивано | Марко Милетић          | Александар Лазаревић | ФК Слога      | ОФК Шикара      |
| 2016.  | Милош Косановић            | Младен Ковачевић | Није додељивано | Никола Вемић           | Срђан Каралић        | ФК Слога      | ФК Станишић     |
| 2017.  | Немања Милић               | Никола Вемић     | Игор Шарић      | Лука Карас             | Срђан Каралић        | ФК Станишић   | ФК Спорт Бездан |